# Eisner-díj a legjobb borítórajzolónak
Ebben a listában az Eisner-díj „legjobb borítórajzoló” kategóriájának jelöltjei és nyertesei találhatóak.
| Év   | Rajzoló                        | Munkák (és kiadók) |
| ---- | ------------------------------ | --- |
| 2012 | Michael Allred                 | iZombie (Vertigo) |
| 2012 | Francesco Francavilla          | Black Panther (Marvel Comics), Lone Ranger, Lone Ranger/Zorro, Dark Shadows, Warlord of Mars (Dynamite Entertainment) és Archie Meets Kiss (Archie Comics) |
| 2012 | Victor Kalvachev               | Blue Estate (Image Comics) |
| 2012 | Marcos Martin                  | Daredevil és The Amazing Spider-Man (Marvel Comics) |
| 2012 | Sean Phillips                  | Criminal: The Last of the Innocent (Marvel Icon) |
| 2012 | Yuko Shimizu                   | The Unwritten (Vertigo) |
| 2011 | Rodin Esquejo                  | Morning Glories (Shadowline) |
| 2011 | Dave Johnson                   | Abe Sapien: The Abyssal Plain (Dark Horse Comics), Unknown Soldier (Vertigo), Punisher Max és Deadpool (Marvel Comics)                                     |
| 2011 | Mike Mignola                   | Hellboy és Baltimore: The Plague Ships (Dark Horse Comics)                                                                                                 |
| 2011 | David Petersen                 | Mouse Guard: Legends of the Guard (Archaia Studio Press)                                                                                                   |
| 2011 | Yuko Shimizu                   | The Unwritten (Vertigo) |
| 2010 | John Cassaday                  | Irredeemable (Boom! Studios) és Lone Ranger (Dynamite Entertainment)                                                                                       |
| 2010 | Salvador Larocca               | Invincible Iron Man (Marvel Comics) |
| 2010 | Sean Phillips                  | Criminal, Incognito (Marvel Icon) és 28 Days Later (Boom! Studios)                                                                                         |
| 2010 | Alex Ross                      | Astro City: The Dark Age (Wildstorm) és Project Superpowers (Dynamite Entertainment)                                                                       |
| 2010 | J. H. Williams III             | Detective Comics (DC Comics) |
| 2009 | Gabriel Bá                     | Casanova (Image Comics) és The Umbrella Academy (Dark Horse Comics)                                                                                        |
| 2009 | Jo Chen                        | Buffy the Vampire Slayer Season, Serenity (Dark Horse Comics) és Runaways (Marvel Comics)                                                                  |
| 2009 | Amy Reeder Hadley              | Madame Xanadu (Vertigo) |
| 2009 | James Jean                     | Fables (Vertigo) és The Umbrella Academy (Dark Horse Comics)                                                                                               |
| 2009 | Matt Wagner                    | Zorro (Dynamite Entertainment) és Grendel: Behold the Devil (Dark Horse Comics)                                                                            |
| 2008 | John Cassaday                  | Astonishing X-Men (Marvel Comics) és Lone Ranger (Dynamite Entertainment)                                                                                  |
| 2008 | James Jean                     | Fables (Vertigo), The Umbrella Academy (Dark Horse Comics), Process Recess #2 és Superior Showcase #2 (AdHouse Books)                                      |
| 2008 | J. G. Jones                    | 52 (DC Comics) |
| 2008 | Jae Lee                        | Dark Tower: The Gunslinger Born (Marvel Comics) |
| 2008 | Jim Lee                        | All-Star Batman and Robin the Boy Wonder (DC Comics) és World of Warcraft (Wildstorm)                                                                      |
| 2007 | John Cassaday                  | Astonishing X-Men (Marvel Comics), The Escapists (Dark Horse Comics) és Lone Ranger (Dynamite Entertainment)                                               |
| 2007 | Tony Harris                    | Conan (Dark Horse Comics) és Ex Machina (Wildstorm) |
| 2007 | James Jean                     | Fables, Jack of Fables és Fables: 1001 Nights of Snowfall (Vertigo)                                                                                        |
| 2007 | Dave Johnson                   | 100 Bullets (Vertigo), Zombie Tales, Cthulu Tales és Black Plague (Boom! Studios)                                                                          |
| 2007 | J. G. Jones                    | 52 (DC Comics) |
| 2006 | Frank Espinosa                 | Rocketo (Speakeasy Comics) |
| 2006 | Tony Harris                    | Ex Machina (Wildstorm) |
| 2006 | James Jean                     | Fables (Vertigo) és Runaways (Marvel Comics) |
| 2006 | Jock                           | The Losers (Vertigo) |
| 2006 | Eric Powell                    | The Goon és Universal Monsters: Cavalcade of Horror (Dark Horse Comics)                                                                                    |
| 2005 | Kieron Dwyer                   | Remains (IDW Publishing) |
| 2005 | James Jean                     | Fables (Vertigo), Green Arrow és Batgirl (DC Comics) |
| 2005 | Tony Moore                     | The Walking Dead (Image Comics) |
| 2005 | Frank Quitely                  | Bite Club és We3 (Vertigo) |
| 2005 | Michael Turner                 | Identity Crisis (DC Comics) |
| 2004 | James Jean                     | Fables (Vertigo) és Batgirl (DC Comics) |
| 2004 | Dave Johnson                   | Batman #620–622 (DC Comics) és 100 Bullets (Vertigo) |
| 2004 | Scott McKowen                  | 1602 (Marvel Comics) |
| 2004 | Joshua Middleton               | NYX, X-Men Unlimited és New Mutants (Marvel Comics) |
| 2004 | Sean Phillips                  | Sleeper (Wildstorm) |
| 2004 | Brian Wood                     | Global Frequency (Wildstorm) |
| 2003 | Kaare Andrews                  | The Incredible Hulk (Marvel Comics) |
| 2003 | Adam Hughes                    | Wonder Woman (DC Comics) |
| 2003 | Dave Johnson                   | Detective Comics (DC Comics) és 100 Bullets (Vertigo) |
| 2003 | Terry Moore                    | Strangers in Paradise (Abstract Studio) |
| 2003 | J. H. Williams III             | Promethea (America’s Best Comics) |
| 2002 | Tim Bradstreet                 | Hellblazer (DC Comics) |
| 2002 | Dave Johnson                   | Detective Comics (DC Comics) és 100 Bullets (Vertigo) |
| 2002 | J. G. Jones                    | Codename: Knockout és Transmetropolitan (Vertigo) |
| 2002 | Jae Lee                        | Our Worlds at War (DC Comics) és Fantastic Four: 1234 (Marvel Comics)                                                                                      |
| 2002 | Mike Mignola                   | Hellboy: Conqueror Worm (Dark Horse Comics) |
| 2001 | Brian Bolland                  | 8Batman: Gotham Knights, The Flash (DC Comics) és The Invisibles (Vertigo)                                                                                 |
| 2001 | Duncan Fegredo                 | Lucifer (Vertigo) |
| 2001 | Phil Hale                      | Swamp Thing, Vertigo Secret Files és Flinch #11 (Vertigo)                                                                                                  |
| 2001 | Dave Johnson                   | Detective Comics (DC Comics) és 100 Bullets (Vertigo) |
| 2001 | Chris Ware                     | Acme Novelty Library (Fantagraphics Books), Jimmy Corrigan (Pantheon Books) és Drawn and Quarterly vol. 3 (Drawn & Quarterly)                              |
| 2000 | John Cassaday                  | Planetary (Wildstorm) |
| 2000 | Frank Cho                      | Liberty Meadows (Insight Studios) |
| 2000 | Glenn Fabry                    | Preacher (Vertigo) |
| 2000 | Dave McKean                    | The Dreaming (Vertigo) |
| 2000 | Alex Ross                      | Batman: No Man’s Land, Batman: Harley Quinn, Batman: War on Crime (DC Comics) és Kurt Busiek’s Astro City (Homage Comics, Wildstorm)                       |
| 1999 | Brian Bolland                  | The Invisibles (Vertigo) |
| 1999 | Glenn Fabry                    | Preacher, Hellblazer (Vertigo) és Aliens vs. Predator: Eternal (Dark Horse Comics)                                                                         |
| 1999 | Dave McKean                    | The Dreaming (Vertigo) |
| 1999 | Frank Miller és Lynn Varley    | 300 (Dark Horse Comics) |
| 1999 | Joe Quesada és Jimmy Palmiotti | Daredevil (Marvel Comics), Painkiller Jane/DarkChylde és Painkiller Jane/Hellboy (Event Comics)                                                            |
| 1998 | Mike Allred                    | Red Rocket 7 (Dark Horse Comics) |
| 1998 | Mark Crilley                   | Akiko (Sirius Entertainment) |
| 1998 | Glenn Fabry                    | Preacher és Preacher Specials (Vertigo) |
| 1998 | Jerry Ordway                   | Power of Shazam (DC Comics) |
| 1998 | Alex Ross                      | Kurt Busiek's Astro City (Jukebox Productions, Homage Comics) és Uncle Sam (Vertigo)                                                                       |
| 1998 | Steve Rude                     | Nexus: Nightmare in Blue és Nexus: God Con (Dark Horse Comics)                                                                                             |
| 1998 | Ty Templeton                   | Batman and Robin Adventures (DC Comics) |
| 1997 | Mark Chiarello                 | Terminal City (Vertigo) |
| 1997 | Tony Harris                    | Starman (DC Comics) |
| 1997 | Michael Kaluta                 | Books of Magic (Vertigo) és Vermillion (Helix) |
| 1997 | Jerry Ordway                   | Power of Shazam (DC Comics) |
| 1997 | Alex Ross                      | Kingdom Come (DC Comics) és Kurt Busiek’s Astro City (Jukebox Productions, Homage Comics)                                                                  |
| 1997 | Steve Rude                     | Nexus: Executioner’s Song és Nexus/Madman (Dark Horse Comics)                                                                                              |
| 1996 | Frank Miller                   | X #18-21, Sin City: The Big Fat Kill és Silent Night (Dark Horse Comics)                                                                                   |
| 1996 | Alex Ross                      | Kurt Busiek’s Astro City (Jukebox Productions, Image Comics)                                                                                               |
| 1996 | Charles Vess                   | Books of Magic (Vertigo), Ice Age on the World of Magic: The Gathering (Acclaim Comics) és The Book of Ballads and Sagas #1 (Green Man Press)              |
| 1996 | Chris Ware                     | The Acme Novelty Library (Fantagraphics Books) és Blab! #8 (Kitchen Sink Press)                                                                            |
| 1996 | Phil Winslade                  | Goddess és Vamps: Hollywood and Vein (Vertigo) |
| 1996 | Jim Woodring                   | Jim és Jim Special (Fantagraphics Books) |
| 1995 | Glenn Fabry                    | Hellblazer (Vertigo) |
| 1995 | Tony Harris                    | Starman (DC Comics) |
| 1995 | Terry Moore                    | Strangers in Paradise (Abstract Studio) |
| 1995 | Don Rosa                       | Uncle Scrooge (Gladstone Publishing) |
| 1995 | Rick Veitch                    | Roarin’ Rick’s Rare Bit Fiends (King Hell) |
| 1995 | Charles Vess                   | Books of Magic (Vertigo) |
| 1994 | Brian Bolland                  | Animal Man (Vertigo), Wonder Woman és Legends of the Dark Knight #50 (DC Comics)                                                                           |
| 1994 | John Bolton                    | Aliens/Predator: The Deadliest of the Species (Dark Horse Comics)                                                                                          |
| 1994 | Glenn Fabry                    | Hellblazer és Vertigo Jam (Vertigo) |
| 1994 | Alex Ross                      | Marvels (Marvel Comics) |
| 1994 | Dave Sim és Gerhard            | Cerebus (Aardvark-Vanaheim) |
| 1993 | Simon Bisley                   | Grendel: War Child, Terminator: Enemy Within (Dark Horse Comics) és Doom Patrol (DC Comics)                                                                |
| 1993 | Brian Bolland                  | Animal Man és Wonder Woman (DC Comics) |
| 1993 | Glenn Fabry                    | Hellblazer és The Spectre (DC Comics) |
| 1993 | Dave Sim és Gerhard            | Cerebus (Aardvark-Vanaheim) |
| 1993 | Brendan McCarthy               | Shade, the Changing Man (Vertigo) |
| 1993 | Dave McKean                    | Cage (Tundra Publishing) és The Sandman (Vertigo) |
| 1993 | Steve Rude                     | World’s Finest (DC Comics) és Nexus: The Origin (Dark Horse Comics)                                                                                        |
| 1993 | Matt Wagner                    | Legends of the Dark Knight: Faces (DC Comics) |
| 1992 | Simon Bisley                   | Batman: Judgement on Gotham és Doom Patrol (DC Comics) |
| 1992 | Brian Bolland                  | Animal Man (DC Comics) |
| 1992 | Karl Kesel                     | Indiana Jones and the Fate of Atlantis és Star Wars (Dark Horse Comics)                                                                                    |
| 1992 | Brendan McCarthy               | Shade, the Changing Man (Vertigo) |